# Citronmålla
Citronmålla (Dysphania ambrosioides (L.) Mosyakin & Clemets)   är en amarantväxt.
Citronmålla ingår i släktet doftmållor och familjen amarantväxter.
Inga underarter finns listade i Catalogue of Life.
Växten kallas ibland dieselmålla, på grund av att dess lukt påminner om lukten av dieselolja.

## Beskrivning
Citronmålla är ursprunglig i Mexiko, och kallas där epazote. Introducerades i Europa 1577 av Fransico Hérnandes de Toledo, som var hovläkare till Filip II av Spanien.
Den är perenn och blir 1,25 meter hög med 12 centimeter långa blad.
Blomningstiden är juni – september. Blommorna är små. Pollinering sker huvudsakligen med hjälp av vinden, men självpollinering förekommer. Fröna är ca 1 × 0,5 mm.
Kromosomtalet är 2n = 32.

## Habitat
Citronmålla är allmän, men inte ursprunglig i USA (inklusive Hawaii. Somliga delstater betraktar den som invasiv.
Utbredningskarta för USA: 
Introducerad i Kanada och på de karibiska öarna.
Sydamerika finns citronmålla i de tropiska delarna.
I Mexiko finns citronmålla upp till 3 000 m ö h, i Colombia upp till 3 600 m ö h.
Introducerad i varmare områden i Europa på skyddade platser. Naturaliserad i södra Frankrike. Klarar inte kalla vintrar.
Finns i Sverige bara som odlad kryddväxt.

## Biotop
Kräver näringsrik mark.

## Etymologi
- Dysphania
- Ambrosionides. Latin med betydelsen ätbar. Av ambrosia = gudomlig, odödlig.
- Epazote (ibland stavat ipazote eller ypazote), härstammar från nauhatl, ett nu levande språk.  Ordleden är epati = skunk och tzotl med innebörden "svett och smuts" syftande på växtens intensiva lukt.
- Mexico härlett från nauhatl har ordleden: metzli = måne, xictli = navel och co = inne, inuti. Alltså skulle Mexico kunna tolkas som Platsen i månens navel.[4]

## Användning
Citronmålla används som krydda i många rätter i Mexiko och Västindien. De citronmållor som introducerats till  Europa anses ha starkare smak, än de som finns i ursprungsländerna.
Råa blad bör konsumeras bara i måttliga mängder, eftersom de innehåller ohälsosamma saponiner. Bör ej alls ätas av småbarn och gravida kvinnor. Överkonsumtion kan ge magsmärta, kräkning och diarré.
Torkade blad kan användas till dryck på samma sätt som te.
Frön kan ätas kokade, men de måste först blötläggas i vatten ett dygn och sedan sköljas väl för att befrias från saponinerna.
Föda för en del fjärilslarver, som inte äter annat.
Enligt folkmedicin bland ursprungsbefolkningen i Mexico var den bra för behandling av parasiter i inälvorna och motverka gasbildning.
Bladen kan användas vid växtfärgning, och ger då gulgröna nyanser.
Den starka lukten verkar avskräckande på en del skadliga insekter, och citronmålla kan i en trädgård planteras som en skyddsbarriär intill växter man vill skydda från insektangrepp. En nackdel är emellertid, att den obehagliga lukten kan maskera önskad doft man vill ha från andra blommor i närheten. Detta är ett besvärligt avvägningsproblem för den trädgårdsmästare, som ska välja plats vid planteringen av olika arter.

### Innehållsämnen[5]
Den eteriska olja, som kan utvinnas från citronmålla har följande sammansättning:
- Ascaridol (1,4-peroxido-p-menth-2-ene) 60–80 %. Finns i bladen med halten 0,018 5–18 %
- Kolhydrater
- Terpener 20 % (α-terpinen, α-pinen (C10H16), kamfer, monoterpenperoxid, limonen, β-myrcen ( (CH3)2C ), p-cymen, saponider, tymol, trans-isocarveol)
- L-pinocarvon
- Syror 0,8 – 1 %
  - Därav askorbinsyra (C-vitamin) 0,011–0,102 %

Övrigt innehåll
- Kalcium (i bladen) 0,3–2,1 %
- Fett
  - I frön 2,5–9,2 %
  - I bladen 0,7–4,8 %
- Kostfiber (i bladen) 1,3–	9 %

Vilken biologisk roll p-cymen eventuellt kan ha är okänt.

## Bilder

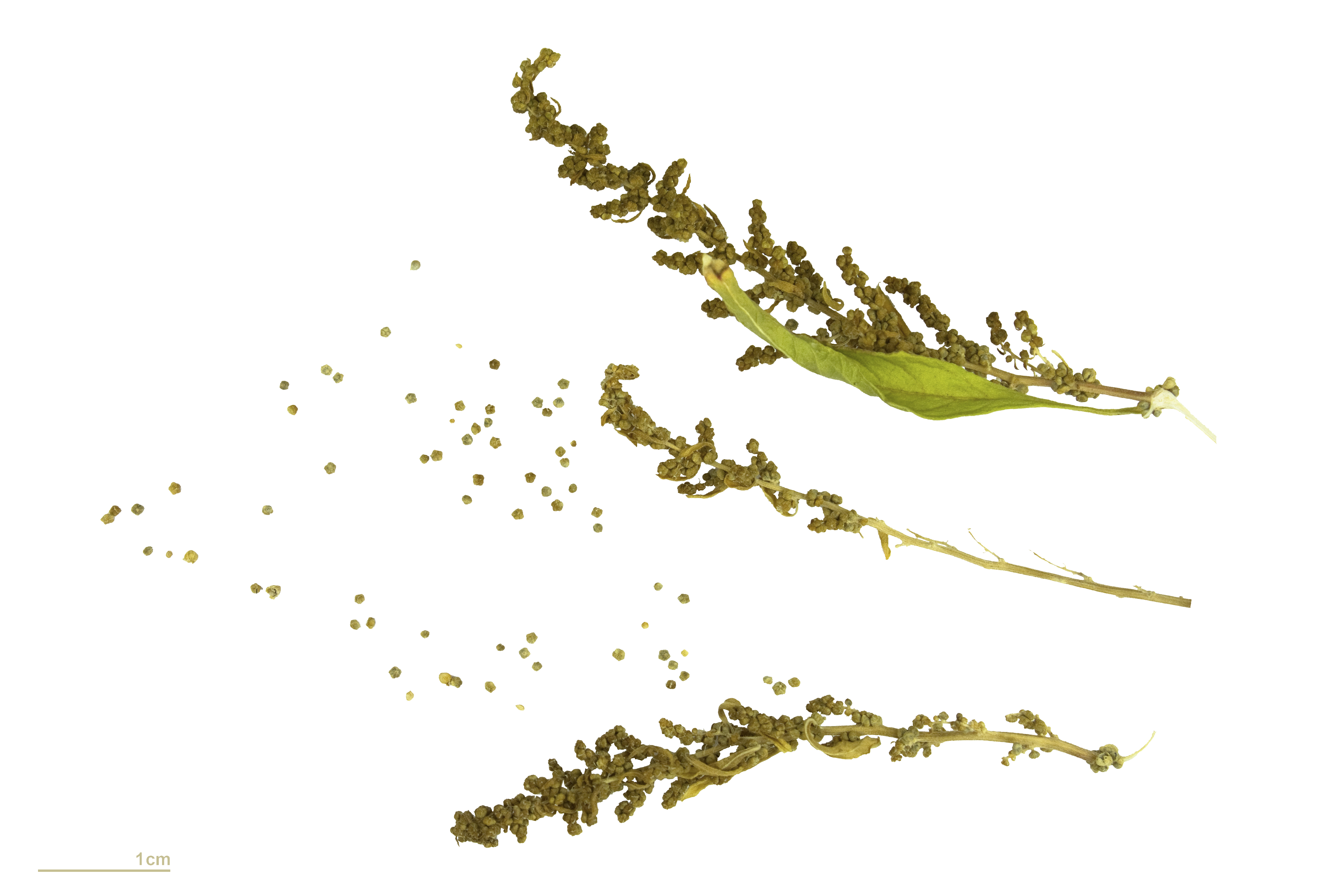
Frön och frukter
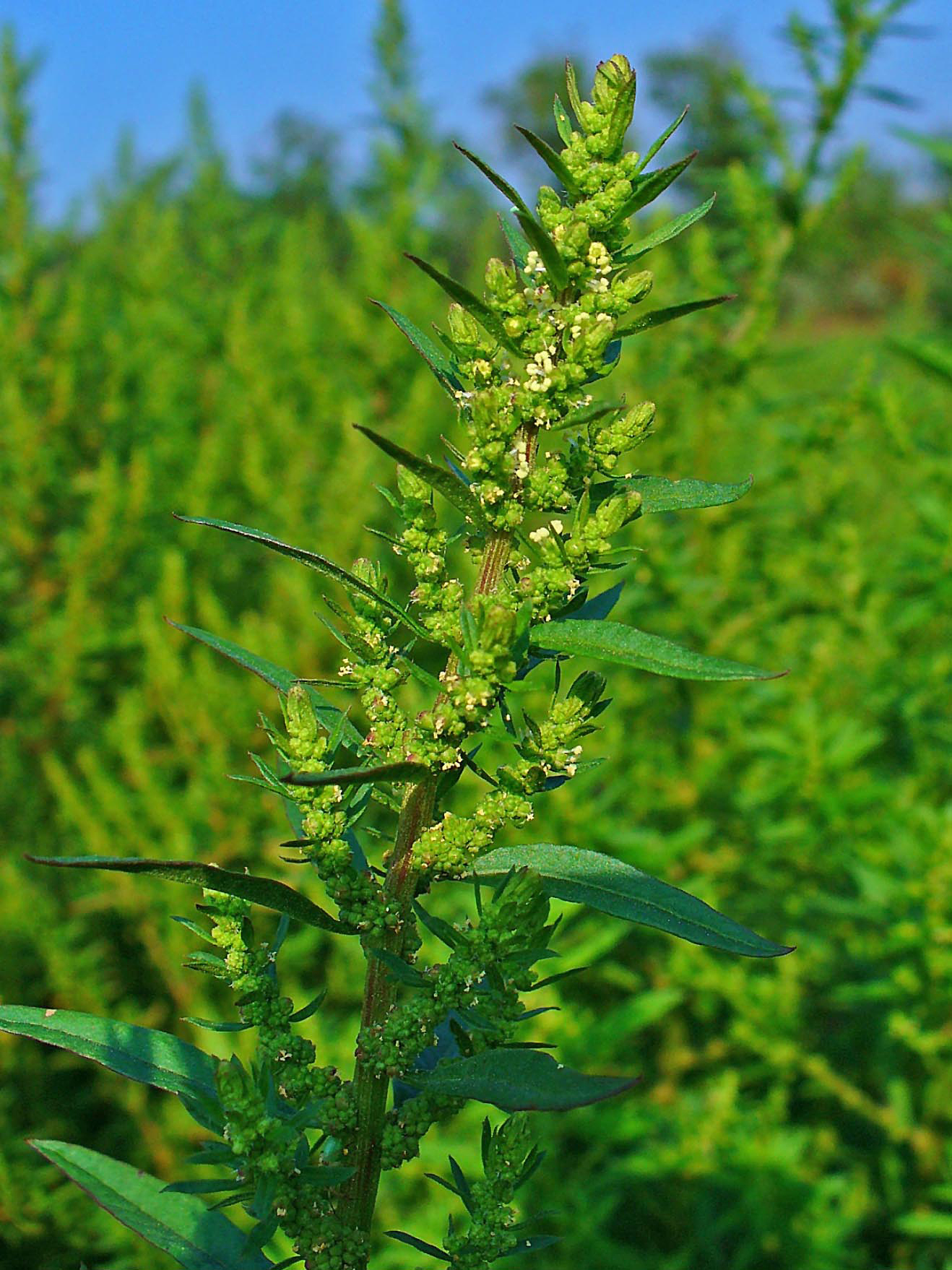
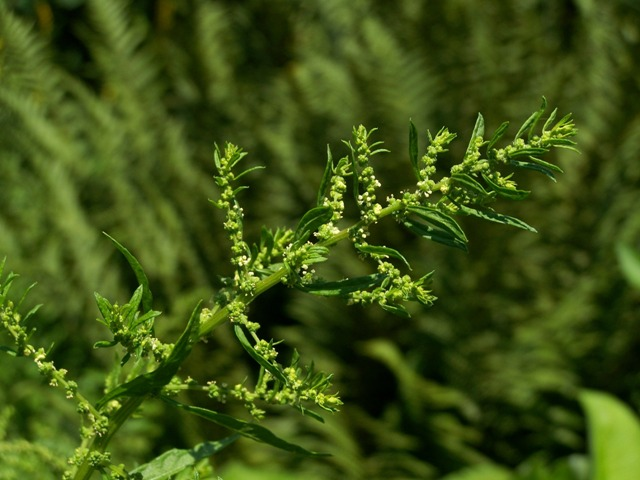
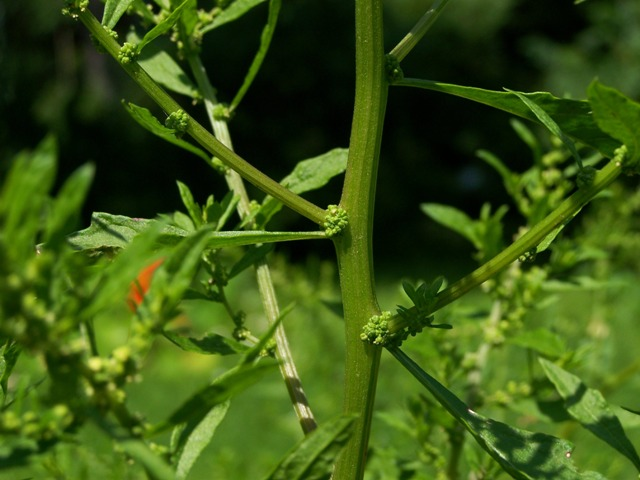
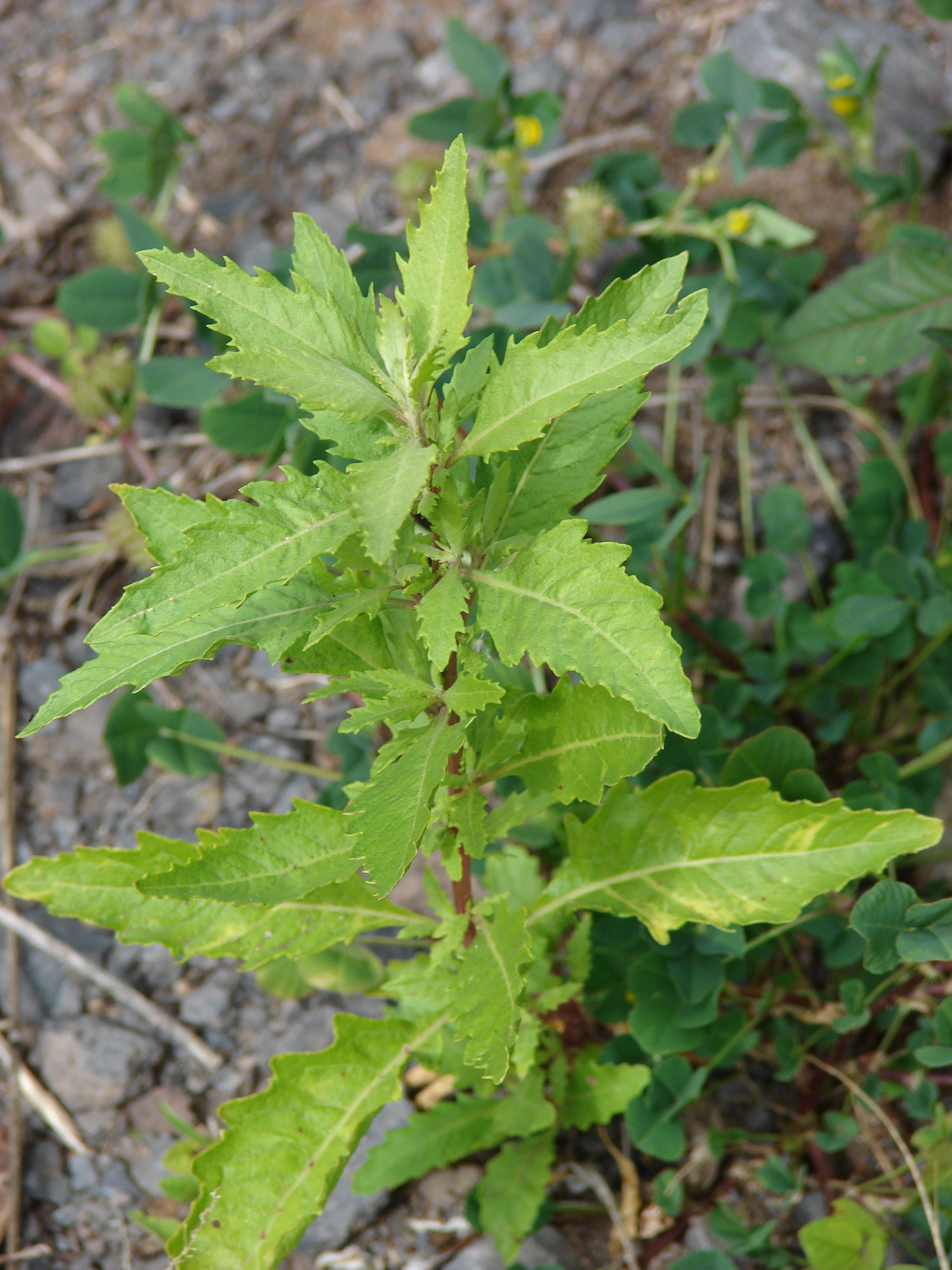
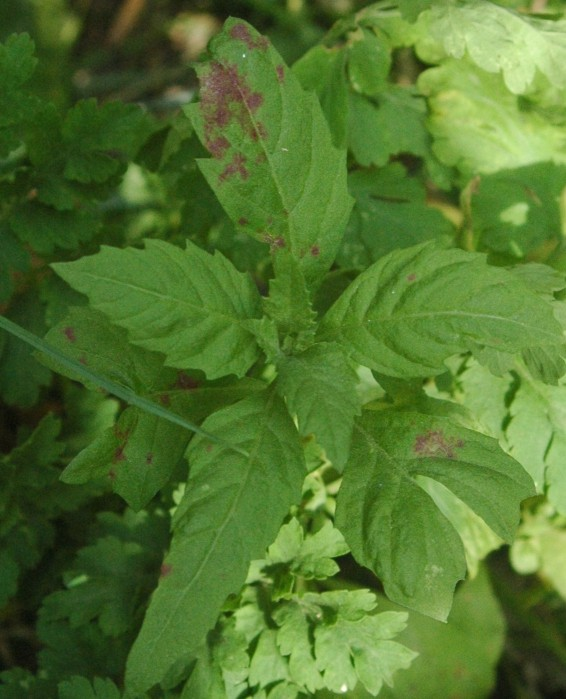
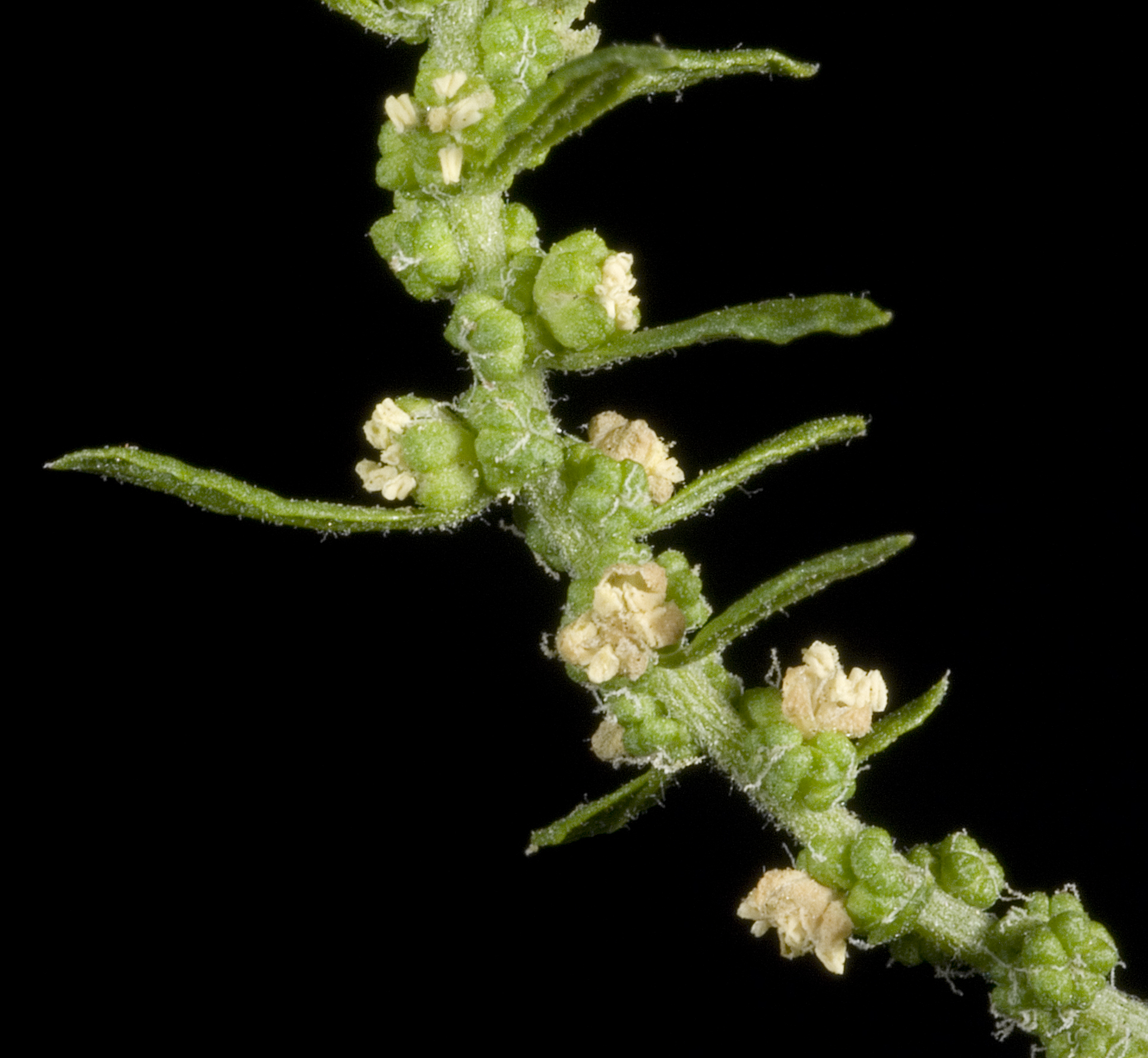
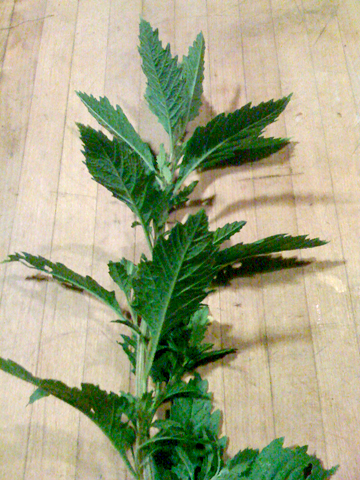
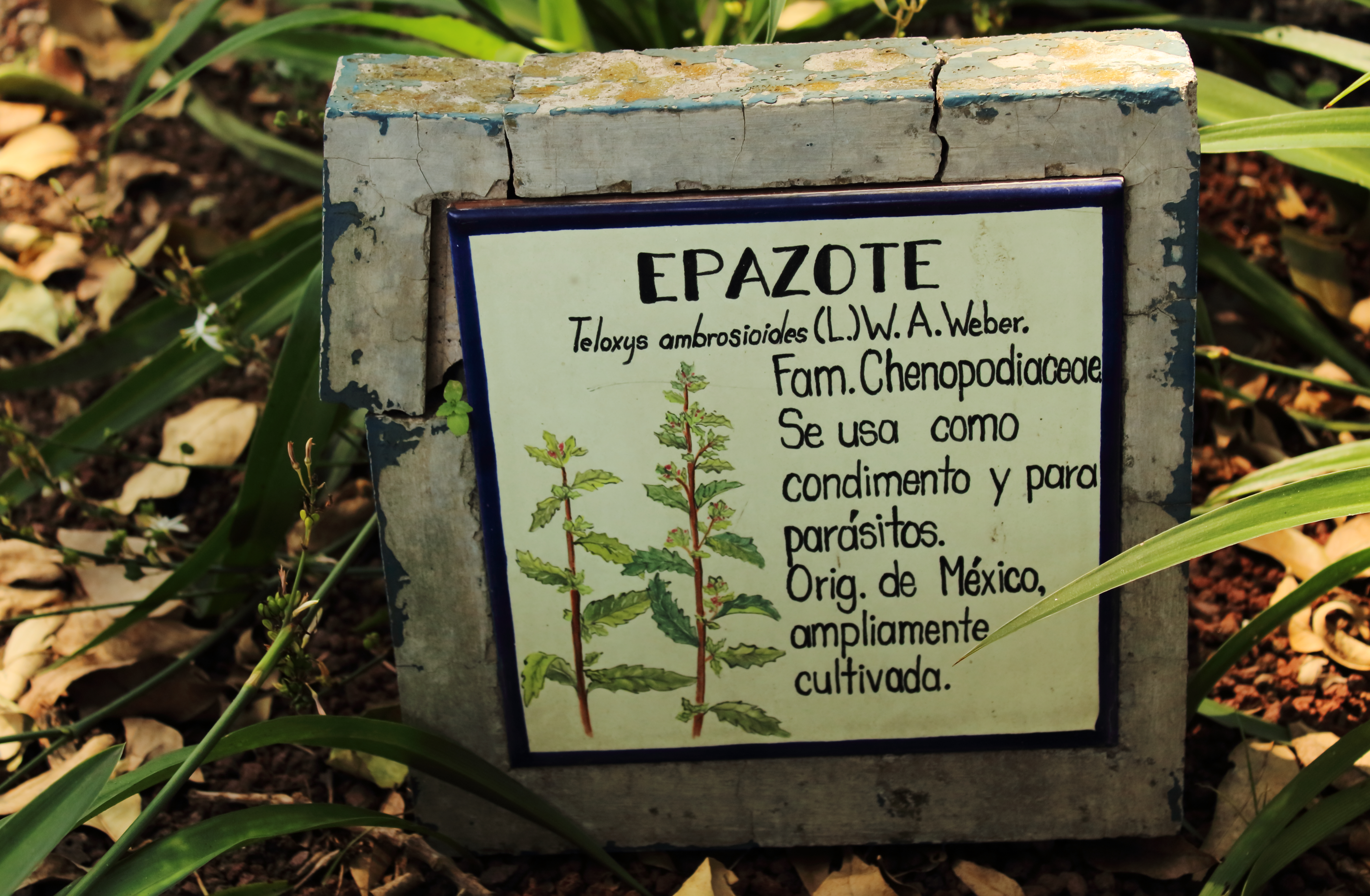
Från botaniska trädgården i Universidad Nacional Autónoma de México, Mexico City